# Masyw strzeliński
Masyw strzeliński – jednostka geologiczna na bloku przedsudeckim (Przedgórzu Sudeckim).
W starszych opracowaniach opisywano masyw strzeliński jako stosunkowo dużą jednostkę, zbudowaną z granitoidów i ciągnącą się od okolic Strzelina co najmniej po Rów Paczkowa, a w zasadzie łączącą się z masywem Žulovej w jeden masyw strzelińsko-żulowski i otoczony metamorficzną osłoną.
Badania z lat 70. i 80. XX w. wykazały, że w obrębie metamorfiku Wzgórz Strzelińskich występuje cały szereg młodszych żył skał magmowych - granitoidy (granity, granodioryty, tonality) wieku młodopaleozoicznego.
Ostatnio zaproponowano wydzielenie jednostki pod nazwą masyw gnejsowo-granitowy Strzelina, w skrócie masyw Strzelina, która łączyłaby metamorficzne i magmowe skały w jedną całość.
Skały masywu strzelińskiego występują przede wszystkim we Wzgórzach Strzelińskich, wkraczając również na Przedgórze Paczkowskie, gdzie znane są z okolic Nadziejowa, Kamiennej Góry, Jarnołtowa, Burgrabic i Sławniowic.
Granit strzeliński, będący główną i najbardziej znaną odmianą skalną masywu strzelińskiego, był eksploatowany w wielu kamieniołomach w okolicach Strzelina, Gębczyc, Maciejowic, Starowic, Nadziejowa, Kamiennej Góry, Jarnołtowa. Niektóre z nich są obecnie czynne, przede wszystkim Kopalnia granitu Strzelin z najgłębszym wyrobiskiem granitu w Europie, o głębokości 123 metrów i powierzchni 19,5 ha.